# Барінг (Міссурі)
Барінг (англ. Baring) — місто (англ. city) в США, в окрузі Нокс штату Міссурі. Населення — 125 осіб (2020).

## Географія
Барінг розташований за координатами 40°14′41″ пн. ш. 92°12′21″ зх. д. / 40.24472° пн. ш. 92.20583° зх. д. (40.244831, -92.205882).  За даними Бюро перепису населення США в 2010 році місто мало площу 0,33 км², з яких 0,33 км² — суходіл та 0,00 км² — водойми.

## Демографія
Згідно з переписом 2010 року, у місті мешкали 132 особи в 63 домогосподарствах у складі 36 родин. Густота населення становила 398 осіб/км².  Було 82 помешкання (247/км²).
Расовий склад населення:
| - 100,0 % — білих |

До двох чи більше рас належало 0,0 %. Частка іспаномовних становила 0,0 % від усіх жителів.
За віковим діапазоном населення розподілялося таким чином: 21,2 % — особи молодші 18 років, 59,1 % — особи у віці 18—64 років, 19,7 % — особи у віці 65 років та старші. Медіана віку мешканця становила 41,7 року. На 100 осіб жіночої статі у місті припадало 76,0 чоловіків;  на 100 жінок у віці від 18 років та старших — 76,3 чоловіків також старших 18 років.
Середній дохід на одне домашнє господарство  становив 37 063 долари США (медіана — 33 125), а середній дохід на одну сім'ю — 47 850 доларів (медіана — 43 333). Медіана доходів становила 35 000 доларів для чоловіків та 35 179 доларів для жінок. За межею бідності перебувало 22,9 % осіб, у тому числі 37,5 % дітей у віці до 18 років та 17,9 % осіб у віці 65 років та старших.
Цивільне працевлаштоване населення становило 84 особи. Основні галузі зайнятості: мистецтво, розваги та відпочинок — 23,8 %, транспорт — 20,2 %, освіта, охорона здоров'я та соціальна допомога — 19,0 %.